# Susanna Kaysen
Susanna Kaysen (Cambridge, Massachusetts, 11 de novembro de 1948) é uma escritora norte-americana, melhor conhecida por ser a autora do livro de memórias Girl, Interrupted. Nessa obra, Kaysen relata suas experiências em um hospital psiquiátrico, na década de 1960.
A adaptação feita para o cinema foi feita em 1999, interpretada pela atriz Winona Ryder.

## Biografia
Susanna Kaysen nasceu e viveu em Cambridge, Massachusetts. Filha de Annette Neutra Kaysen e do economista Carl Kaysen, ex-professor de Harvard e MIT; e ex-assessor do presidente John F. Kennedy.Também viveu certo tempo em Ilhas Feroe, onde conta tais vivências no romance Far Afield.
Kaysen frequentou Commonwealth School em Boston, e a Cambridge School antes de ser mandada para Hospital McLean em 1967 para submeter-se ao tratamento  psicoterápico para depressão. E lá, foi diagnosticada com transtorno de personalidade limítrofe. Liberada depois de dezoito meses. Mais tarde, chama esta experiência em seu livro de memórias 1993 "Girl, Interrupted". E em 1999, ocorre a adaptação para o cinema, retratada por Winona Ryder .

## Obras
- Asa, As I Knew Him, 1987, ISBN 978-0-679-75377-3
- Far Afield, 1990, ISBN 978-0-679-75376-6
- Girl, Interrupted, 1993, ISBN 978-1-85381-835-6
- The Camera My Mother Gave Me, 2001, ISBN 978-0-679-76343-7
- Cambridge (novel), 2014, ISBN 978-0-385-35025-9